# PostNord Danmark Rundt 2019
Danmark Rundt 2019 (eller PostNord Danmark Rundt 2019 af sponsorårsager) er den 29. udgave af cykelløbet Danmark Rundt, der blev kørt fra 21. til 25. august 2019.

## Hold og ryttere
| UCI WorldTeams (3)- Team Jumbo-Visma - Lotto Soudal - Team Sunweb UCI Professionelle kontinentalthold (10)- Bardiani CSF - Corendon-Circus - Hagens Berman Axeon - Israel Cycling Academy - Team Novo Nordisk - Riwal Readynez - Roompot-Charles - Sport Vlaanderen-Baloise - Vital Concept-B&B Hotels - W52-FC Porto UCI Kontinentalhold (6)- BHS-Almeborg Bornholm - ColoQuick - Hurom BDC Development - Joker Fuel of Norway - Uno-X Norwegian Development - Waoo Landshold- Danmark |
| |

| Nationer                                                      | Antal ryttere |
| ------------------------------------------------------------- | ------------- |
| Danmark                                                       | 36            |
| Belgien                                                       | 17            |
| Holland                                                       | 14            |
| Norge                                                         | 13            |
| Italien                                                       | 8             |
| Portugal, Polen                                               | 6             |
| Frankrig                                                      | 5             |
| Tyskland                                                      | 4             |
| Israel, USA                                                   | 2             |
| Australien, Finland, Irland, Letland, Spanien, Ungarn, Østrig | 1             |
| Totalt                                                        | 120           |

## Etaperne
| Etape    | Dato     | Start – Mål                                  | type          | Afstand (km) | Etapevinder        | Førende rytter     |
| -------- | -------- | -------------------------------------------- | ------------- | ------------ | ------------------ | ------------------ |
| 1. etape | 21. aug. | Silkeborg – Silkeborg                        | kuperet etape | 169,7        | Tiesj Benoot       | Tiesj Benoot       |
| 2. etape | 22. aug. | Grindsted – Grindsted                        | enkeltstart   | 17           | Martin Toft Madsen | Mads Würtz Schmidt |
| 3. etape | 23. aug. | Holstebro – Kiddesvej, Vejle                 | kuperet etape | 199,7        | Lasse Norman Leth  | Niklas Larsen      |
| 4. etape | 24. aug. | Korsør – Asnæs Indelukke                     | kuperet etape | 175,2        | Jasper De Buyst    | Niklas Larsen      |
| 5. etape | 25. aug. | Roskilde – Frederiksberg Allé, Frederiksberg | flad etape    | 165,6        | Tim Merlier        | Niklas Larsen      |

### 1. etape
| Silkeborg - Silkeborg | kuperet etape | (169,7 km) |

| \| Etaperesultat \| Etaperesultat \| Etaperesultat \| Etaperesultat \| Etaperesultat \| \| Rytter \| Rytter \| Hold \| Tid \| \| \| ------------- \| --------------------- \| ------------------------ \| ------------- \| ------------- \| \| 1. \| Tiesj Benoot \| Lotto-Soudal \| 3t 54' 48" \| \| \| 2. \| Jasper De Buyst \| Lotto-Soudal \| + 0" \| \| \| 3. \| Amaury Capiot \| Sport Vlaanderen-Baloise \| + 0" \| \| \| 4. \| Niklas Larsen \| ColoQuick \| + 0" \| \| \| 5. \| Krists Neilands \| Israel Cycling Academy \| + 0" \| \| \| 6. \| Amund Grøndahl Jansen \| Team Jumbo-Visma \| + 0" \| \| \| 7. \| Mads Würtz Schmidt \| Danmark \| + 0" \| \| \| 8. \| Tim Merlier \| Corendon-Circus \| + 3" \| \| \| 9. \| Bryan Coquard \| Vital Concept-B&B Hotels \| + 3" \| \| \| 10. \| Herman Dahl \| Joker Fuel of Norway \| + 3" \| \| |                       |                          |            |
| |                       |                          |            |
| Kilde: ProCyclingStats |                       |                          |            |
| Etaperesultat |                       |                          |            |
| Rytter | Rytter                | Hold                     | Tid        |
| 1. | Tiesj Benoot          | Lotto-Soudal             | 3t 54' 48" |
| 2. | Jasper De Buyst       | Lotto-Soudal             | + 0"       |
| 3. | Amaury Capiot         | Sport Vlaanderen-Baloise | + 0"       |
| 4. | Niklas Larsen         | ColoQuick                | + 0"       |
| 5. | Krists Neilands       | Israel Cycling Academy   | + 0"       |
| 6. | Amund Grøndahl Jansen | Team Jumbo-Visma         | + 0"       |
| 7. | Mads Würtz Schmidt    | Danmark                  | + 0"       |
| 8. | Tim Merlier           | Corendon-Circus          | + 3"       |
| 9. | Bryan Coquard         | Vital Concept-B&B Hotels | + 3"       |
| 10. | Herman Dahl           | Joker Fuel of Norway     | + 3"       |

| \| Samlede stilling \| Samlede stilling \| Samlede stilling \| Samlede stilling \| Samlede stilling \| \| Rytter \| Rytter \| Hold \| Tid \| \| \| ---------------- \| --------------------- \| --------------------------- \| ---------------- \| ---------------- \| \| 1. \| Tiesj Benoot \| Lotto-Soudal \| 3t 54' 38" \| \| \| 2. \| Jasper De Buyst \| Lotto-Soudal \| + 4" \| \| \| 3. \| Amaury Capiot \| Sport Vlaanderen-Baloise \| + 6" \| \| \| 4. \| Niklas Larsen \| ColoQuick \| + 10" \| \| \| 5. \| Krists Neilands \| Israel Cycling Academy \| + 10" \| \| \| 6. \| Amund Grøndahl Jansen \| Team Jumbo-Visma \| + 10" \| \| \| 7. \| Mads Würtz Schmidt \| Danmark \| + 10" \| \| \| 8. \| Torstein Træen \| Uno-X Norwegian Development \| + 10" \| \| \| 9. \| Jonas Abrahamsen \| Uno-X Norwegian Development \| + 11" \| \| \| 10. \| Tim Merlier \| Corendon-Circus \| + 13" \| \| |                       |                             |            |
| |                       |                             |            |
| Kilde: ProCyclingStats |                       |                             |            |
| Samlede stilling |                       |                             |            |
| Rytter | Rytter                | Hold                        | Tid        |
| 1. | Tiesj Benoot          | Lotto-Soudal                | 3t 54' 38" |
| 2. | Jasper De Buyst       | Lotto-Soudal                | + 4"       |
| 3. | Amaury Capiot         | Sport Vlaanderen-Baloise    | + 6"       |
| 4. | Niklas Larsen         | ColoQuick                   | + 10"      |
| 5. | Krists Neilands       | Israel Cycling Academy      | + 10"      |
| 6. | Amund Grøndahl Jansen | Team Jumbo-Visma            | + 10"      |
| 7. | Mads Würtz Schmidt    | Danmark                     | + 10"      |
| 8. | Torstein Træen        | Uno-X Norwegian Development | + 10"      |
| 9. | Jonas Abrahamsen      | Uno-X Norwegian Development | + 11"      |
| 10. | Tim Merlier           | Corendon-Circus             | + 13"      |

### 2. etape
| Grindsted - Grindsted | enkeltstart | (17 km) |

| \| Etaperesultat \| Etaperesultat \| Etaperesultat \| Etaperesultat \| Etaperesultat \| \| Rytter \| Rytter \| Hold \| Tid \| \| \| ------------- \| ------------------ \| ---------------------- \| ------------- \| ------------- \| \| 1. \| Martin Toft Madsen \| BHS-Almeborg Bornholm \| 19' 35" \| \| \| 2. \| Rasmus Quaade \| Riwal Readynez \| + 11" \| \| \| 3. \| Mads Würtz Schmidt \| Danmark \| + 11" \| \| \| 4. \| Niklas Larsen \| ColoQuick \| + 11" \| \| \| 5. \| Mikkel Bjerg \| Hagens Berman Axeon \| + 12" \| \| \| 6. \| Brent Van Moer \| Lotto-Soudal \| + 19" \| \| \| 7. \| Jonas Vingegaard \| Team Jumbo-Visma \| + 19" \| \| \| 8. \| Lasse Norman Leth \| Corendon-Circus \| + 20" \| \| \| 9. \| Matthias Brändle \| Israel Cycling Academy \| + 24" \| \| \| 10. \| Koen Bouwman \| Team Jumbo-Visma \| + 27" \| \| |                    |                        |         |
| |                    |                        |         |
| Kilde: ProCyclingStats |                    |                        |         |
| Etaperesultat |                    |                        |         |
| Rytter | Rytter             | Hold                   | Tid     |
| 1. | Martin Toft Madsen | BHS-Almeborg Bornholm  | 19' 35" |
| 2. | Rasmus Quaade      | Riwal Readynez         | + 11"   |
| 3. | Mads Würtz Schmidt | Danmark                | + 11"   |
| 4. | Niklas Larsen      | ColoQuick              | + 11"   |
| 5. | Mikkel Bjerg       | Hagens Berman Axeon    | + 12"   |
| 6. | Brent Van Moer     | Lotto-Soudal           | + 19"   |
| 7. | Jonas Vingegaard   | Team Jumbo-Visma       | + 19"   |
| 8. | Lasse Norman Leth  | Corendon-Circus        | + 20"   |
| 9. | Matthias Brändle   | Israel Cycling Academy | + 24"   |
| 10. | Koen Bouwman       | Team Jumbo-Visma       | + 27"   |

| \| Samlede stilling \| Samlede stilling \| Samlede stilling \| Samlede stilling \| Samlede stilling \| \| Rytter \| Rytter \| Hold \| Tid \| \| \| ---------------- \| ------------------ \| ---------------------- \| ---------------- \| ---------------- \| \| 1. \| Mads Würtz Schmidt \| Danmark \| 4t 14' 34" \| \| \| 2. \| Niklas Larsen \| ColoQuick \| + 0" \| \| \| 3. \| Rasmus Quaade \| Riwal Readynez \| + 3" \| \| \| 4. \| Mikkel Bjerg \| Hagens Berman Axeon \| + 4" \| \| \| 5. \| Martin Toft Madsen \| BHS-Almeborg Bornholm \| + 10" \| \| \| 6. \| Brent Van Moer \| Lotto-Soudal \| + 11" \| \| \| 7. \| Jonas Vingegaard \| Team Jumbo-Visma \| + 11" \| \| \| 8. \| Lasse Norman Leth \| Corendon-Circus \| + 12" \| \| \| 9. \| Tiesj Benoot \| Lotto-Soudal \| + 14" \| \| \| 10. \| Matthias Brändle \| Israel Cycling Academy \| + 16" \| \| |                    |                        |            |
| |                    |                        |            |
| Kilde: ProCyclingStats |                    |                        |            |
| Samlede stilling |                    |                        |            |
| Rytter | Rytter             | Hold                   | Tid        |
| 1. | Mads Würtz Schmidt | Danmark                | 4t 14' 34" |
| 2. | Niklas Larsen      | ColoQuick              | + 0"       |
| 3. | Rasmus Quaade      | Riwal Readynez         | + 3"       |
| 4. | Mikkel Bjerg       | Hagens Berman Axeon    | + 4"       |
| 5. | Martin Toft Madsen | BHS-Almeborg Bornholm  | + 10"      |
| 6. | Brent Van Moer     | Lotto-Soudal           | + 11"      |
| 7. | Jonas Vingegaard   | Team Jumbo-Visma       | + 11"      |
| 8. | Lasse Norman Leth  | Corendon-Circus        | + 12"      |
| 9. | Tiesj Benoot       | Lotto-Soudal           | + 14"      |
| 10. | Matthias Brändle   | Israel Cycling Academy | + 16"      |

### 3. etape
| Holstebro - Vejle | kuperet etape | (199,7 km) |

| \| Etaperesultat \| Etaperesultat \| Etaperesultat \| Etaperesultat \| Etaperesultat \| \| Rytter \| Rytter \| Hold \| Tid \| \| \| ------------- \| --------------------- \| --------------------------- \| ------------- \| ------------- \| \| 1. \| Lasse Norman Leth \| Corendon-Circus \| 4t 46' 45" \| \| \| 2. \| Jonas Vingegaard \| Team Jumbo-Visma \| + 0" \| \| \| 3. \| Niklas Larsen \| ColoQuick \| + 0" \| \| \| 4. \| Rasmus Quaade \| Riwal Readynez \| + 0" \| \| \| 5. \| Markus Hoelgaard \| Uno-X Norwegian Development \| + 7" \| \| \| 6. \| Amaury Capiot \| Sport Vlaanderen-Baloise \| + 13" \| \| \| 7. \| Jasper De Buyst \| Lotto-Soudal \| + 15" \| \| \| 8. \| Amund Grøndahl Jansen \| Team Jumbo-Visma \| + 15" \| \| \| 9. \| Tiesj Benoot \| Lotto-Soudal \| + 15" \| \| \| 10. \| Thomas Sprengers \| Sport Vlaanderen-Baloise \| + 15" \| \| |                       |                             |            |
| |                       |                             |            |
| Kilde: ProCyclingStats |                       |                             |            |
| Etaperesultat |                       |                             |            |
| Rytter | Rytter                | Hold                        | Tid        |
| 1. | Lasse Norman Leth     | Corendon-Circus             | 4t 46' 45" |
| 2. | Jonas Vingegaard      | Team Jumbo-Visma            | + 0"       |
| 3. | Niklas Larsen         | ColoQuick                   | + 0"       |
| 4. | Rasmus Quaade         | Riwal Readynez              | + 0"       |
| 5. | Markus Hoelgaard      | Uno-X Norwegian Development | + 7"       |
| 6. | Amaury Capiot         | Sport Vlaanderen-Baloise    | + 13"      |
| 7. | Jasper De Buyst       | Lotto-Soudal                | + 15"      |
| 8. | Amund Grøndahl Jansen | Team Jumbo-Visma            | + 15"      |
| 9. | Tiesj Benoot          | Lotto-Soudal                | + 15"      |
| 10. | Thomas Sprengers      | Sport Vlaanderen-Baloise    | + 15"      |

| \| Samlede stilling \| Samlede stilling \| Samlede stilling \| Samlede stilling \| Samlede stilling \| \| Rytter \| Rytter \| Hold \| Tid \| \| \| ---------------- \| ------------------ \| --------------------- \| ---------------- \| ---------------- \| \| 1. \| Niklas Larsen \| ColoQuick \| 9t 01' 15" \| \| \| 2. \| Lasse Norman Leth \| Corendon-Circus \| + 6" \| \| \| 3. \| Rasmus Quaade \| Riwal Readynez \| + 7" \| \| \| 4. \| Jonas Vingegaard \| Team Jumbo-Visma \| + 9" \| \| \| 5. \| Mikkel Bjerg \| Hagens Berman Axeon \| + 32" \| \| \| 6. \| Tiesj Benoot \| Lotto-Soudal \| + 33" \| \| \| 7. \| Jasper De Buyst \| Lotto-Soudal \| + 36" \| \| \| 8. \| Koen Bouwman \| Team Jumbo-Visma \| + 53" \| \| \| 9. \| Brent Van Moer \| Lotto-Soudal \| + 55" \| \| \| 10. \| Christoffer Lisson \| BHS-Almeborg Bornholm \| + 1' 08" \| \| |                    |                       |            |
| |                    |                       |            |
| Kilde: ProCyclingStats |                    |                       |            |
| Samlede stilling |                    |                       |            |
| Rytter | Rytter             | Hold                  | Tid        |
| 1. | Niklas Larsen      | ColoQuick             | 9t 01' 15" |
| 2. | Lasse Norman Leth  | Corendon-Circus       | + 6"       |
| 3. | Rasmus Quaade      | Riwal Readynez        | + 7"       |
| 4. | Jonas Vingegaard   | Team Jumbo-Visma      | + 9"       |
| 5. | Mikkel Bjerg       | Hagens Berman Axeon   | + 32"      |
| 6. | Tiesj Benoot       | Lotto-Soudal          | + 33"      |
| 7. | Jasper De Buyst    | Lotto-Soudal          | + 36"      |
| 8. | Koen Bouwman       | Team Jumbo-Visma      | + 53"      |
| 9. | Brent Van Moer     | Lotto-Soudal          | + 55"      |
| 10. | Christoffer Lisson | BHS-Almeborg Bornholm | + 1' 08"   |

### 4. etape
| Korsør - Asnæs Indelukke | kuperet etape | (175,2 km) |

| \| Etaperesultat \| Etaperesultat \| Etaperesultat \| Etaperesultat \| Etaperesultat \| \| Rytter \| Rytter \| Hold \| Tid \| \| \| ------------- \| -------------------- \| ------------------------ \| ------------- \| ------------- \| \| 1. \| Jasper De Buyst \| Lotto-Soudal \| 4t 09' 38" \| \| \| 2. \| Amaury Capiot \| Sport Vlaanderen-Baloise \| + 0" \| \| \| 3. \| Huub Duyn \| Roompot-Charles \| + 0" \| \| \| 4. \| Jonas Vingegaard \| Team Jumbo-Visma \| + 3" \| \| \| 5. \| Rasmus Quaade \| Riwal Readynez \| + 3" \| \| \| 6. \| Alexander Kamp \| Riwal Readynez \| + 3" \| \| \| 7. \| Niklas Larsen \| ColoQuick \| + 3" \| \| \| 8. \| Roy Goldstein \| Israel Cycling Academy \| + 5" \| \| \| 9. \| Gustavo César Veloso \| W52-FC Porto \| + 5" \| \| \| 10. \| Charles Planet \| Team Novo Nordisk \| + 5" \| \| |                      |                          |            |
| |                      |                          |            |
| Kilde: ProCyclingStats |                      |                          |            |
| Etaperesultat |                      |                          |            |
| Rytter | Rytter               | Hold                     | Tid        |
| 1. | Jasper De Buyst      | Lotto-Soudal             | 4t 09' 38" |
| 2. | Amaury Capiot        | Sport Vlaanderen-Baloise | + 0"       |
| 3. | Huub Duyn            | Roompot-Charles          | + 0"       |
| 4. | Jonas Vingegaard     | Team Jumbo-Visma         | + 3"       |
| 5. | Rasmus Quaade        | Riwal Readynez           | + 3"       |
| 6. | Alexander Kamp       | Riwal Readynez           | + 3"       |
| 7. | Niklas Larsen        | ColoQuick                | + 3"       |
| 8. | Roy Goldstein        | Israel Cycling Academy   | + 5"       |
| 9. | Gustavo César Veloso | W52-FC Porto             | + 5"       |
| 10. | Charles Planet       | Team Novo Nordisk        | + 5"       |

| \| Samlede stilling \| Samlede stilling \| Samlede stilling \| Samlede stilling \| Samlede stilling \| \| Rytter \| Rytter \| Hold \| Tid \| \| \| ---------------- \| ------------------ \| ------------------------ \| ---------------- \| ---------------- \| \| 1. \| Niklas Larsen \| ColoQuick \| 13t 10' 56" \| \| \| 2. \| Jonas Vingegaard \| Team Jumbo-Visma \| + 6" \| \| \| 3. \| Rasmus Quaade \| Riwal Readynez \| + 7" \| \| \| 4. \| Lasse Norman Leth \| Corendon-Circus \| + 12" \| \| \| 5. \| Jasper De Buyst \| Lotto-Soudal \| + 23" \| \| \| 6. \| Mikkel Bjerg \| Hagens Berman Axeon \| + 34" \| \| \| 7. \| Brent Van Moer \| Lotto-Soudal \| + 1' 05" \| \| \| 8. \| Koen Bouwman \| Team Jumbo-Visma \| + 1' 08" \| \| \| 9. \| Christoffer Lisson \| BHS-Almeborg Bornholm \| + 1' 16" \| \| \| 10. \| Johan Le Bon \| Vital Concept-B&B Hotels \| + 1' 19" \| \| |                    |                          |             |
| |                    |                          |             |
| Kilde: ProCyclingStats |                    |                          |             |
| Samlede stilling |                    |                          |             |
| Rytter | Rytter             | Hold                     | Tid         |
| 1. | Niklas Larsen      | ColoQuick                | 13t 10' 56" |
| 2. | Jonas Vingegaard   | Team Jumbo-Visma         | + 6"        |
| 3. | Rasmus Quaade      | Riwal Readynez           | + 7"        |
| 4. | Lasse Norman Leth  | Corendon-Circus          | + 12"       |
| 5. | Jasper De Buyst    | Lotto-Soudal             | + 23"       |
| 6. | Mikkel Bjerg       | Hagens Berman Axeon      | + 34"       |
| 7. | Brent Van Moer     | Lotto-Soudal             | + 1' 05"    |
| 8. | Koen Bouwman       | Team Jumbo-Visma         | + 1' 08"    |
| 9. | Christoffer Lisson | BHS-Almeborg Bornholm    | + 1' 16"    |
| 10. | Johan Le Bon       | Vital Concept-B&B Hotels | + 1' 19"    |

### 5. etape
| Roskilde - Frederiksberg | flad etape | (165,6 km) |

| \| Etaperesultat \| Etaperesultat \| Etaperesultat \| Etaperesultat \| Etaperesultat \| \| Rytter \| Rytter \| Hold \| Tid \| \| \| ------------- \| --------------------- \| ------------------------ \| ------------- \| ------------- \| \| 1. \| Tim Merlier \| Corendon-Circus \| 3t 41' 37" \| \| \| 2. \| Bryan Coquard \| Vital Concept-B&B Hotels \| + 0" \| \| \| 3. \| Jasper De Buyst \| Lotto-Soudal \| + 0" \| \| \| 4. \| Amaury Capiot \| Sport Vlaanderen-Baloise \| + 0" \| \| \| 5. \| Amund Grøndahl Jansen \| Team Jumbo-Visma \| + 0" \| \| \| 6. \| Louis Bendixen \| Danmark \| + 0" \| \| \| 7. \| Christoffer Lisson \| BHS-Almeborg Bornholm \| + 0" \| \| \| 8. \| Joris Nieuwenhuis \| Team Sunweb \| + 0" \| \| \| 9. \| Dennis van Winden \| Israel Cycling Academy \| + 0" \| \| \| 10. \| Herman Dahl \| Joker Fuel of Norway \| + 0" \| \| |                       |                          |            |
| |                       |                          |            |
| Kilde: ProCyclingStats |                       |                          |            |
| Etaperesultat |                       |                          |            |
| Rytter | Rytter                | Hold                     | Tid        |
| 1. | Tim Merlier           | Corendon-Circus          | 3t 41' 37" |
| 2. | Bryan Coquard         | Vital Concept-B&B Hotels | + 0"       |
| 3. | Jasper De Buyst       | Lotto-Soudal             | + 0"       |
| 4. | Amaury Capiot         | Sport Vlaanderen-Baloise | + 0"       |
| 5. | Amund Grøndahl Jansen | Team Jumbo-Visma         | + 0"       |
| 6. | Louis Bendixen        | Danmark                  | + 0"       |
| 7. | Christoffer Lisson    | BHS-Almeborg Bornholm    | + 0"       |
| 8. | Joris Nieuwenhuis     | Team Sunweb              | + 0"       |
| 9. | Dennis van Winden     | Israel Cycling Academy   | + 0"       |
| 10. | Herman Dahl           | Joker Fuel of Norway     | + 0"       |

## Trøjernes fordeling gennem løbet
| Etape  | Vinder              | Førertrøjen        | Pointtrøjen ·   | Bakketrøjen     | Ungdomstrøjen · | Holdkonkurrencen | Fightertrøjen ·        |
| ------ | ------------------- | ------------------ | --------------- | --------------- | --------------- | ---------------- | ---------------------- |
| 1      | Tiesj Benoot        | Tiesj Benoot       | Tiesj Benoot    | Sasha Weemaes   | Niklas Larsen   | Lotto-Soudal     | Aksel Bech Skot-Hansen |
| 2      | Martin Toft Madsen  | Mads Würtz Schmidt | Niklas Larsen   | Sasha Weemaes   | Niklas Larsen   | Lotto-Soudal     | Ikke uddelt            |
| 3      | Lasse Norman Hansen | Niklas Larsen      | Niklas Larsen   | Fridtjof Røinås | Niklas Larsen   | Team Jumbo-Visma | Torstein Træen         |
| 4      | Jasper De Buyst     | Niklas Larsen      | Jasper De Buyst | Fridtjof Røinås | Niklas Larsen   | Lotto-Soudal     | Torstein Træen         |
| 5      | Tim Merlier         | Niklas Larsen      | Jasper De Buyst | Fridtjof Røinås | Niklas Larsen   | Lotto-Soudal     | Martin Salmon          |
| Samlet | Samlet              | Niklas Larsen      | Jasper De Buyst | Fridtjof Røinås | Niklas Larsen   | Lotto-Soudal     | Torstein Træen         |

## Resultater
| \| Samlede stilling \| Samlede stilling \| Samlede stilling \| Samlede stilling \| Samlede stilling \| \| Rytter \| Rytter \| Hold \| Tid \| \| \| ---------------- \| ------------------ \| --------------------- \| ---------------- \| ---------------- \| \| 1. \| Niklas Larsen \| ColoQuick \| 16t 52' 33" \| \| \| 2. \| Jonas Vingegaard \| Team Jumbo-Visma \| + 11" \| \| \| 3. \| Rasmus Quaade \| Riwal Readynez \| + 12" \| \| \| 4. \| Lasse Norman Leth \| Corendon-Circus \| + 12" \| \| \| 5. \| Jasper De Buyst \| Lotto-Soudal \| + 19" \| \| \| 6. \| Mikkel Bjerg \| Hagens Berman Axeon \| + 39" \| \| \| 7. \| Brent Van Moer \| Lotto-Soudal \| + 1' 10" \| \| \| 8. \| Koen Bouwman \| Team Jumbo-Visma \| + 1' 13" \| \| \| 9. \| Christoffer Lisson \| BHS-Almeborg Bornholm \| + 1' 16" \| \| \| 10. \| Edgar Pinto \| W52-FC Porto \| + 1' 23" \| \| |                    |                       |             |
| |                    |                       |             |
| Kilde: ProCyclingStats |                    |                       |             |
| Samlede stilling |                    |                       |             |
| Rytter | Rytter             | Hold                  | Tid         |
| 1. | Niklas Larsen      | ColoQuick             | 16t 52' 33" |
| 2. | Jonas Vingegaard   | Team Jumbo-Visma      | + 11"       |
| 3. | Rasmus Quaade      | Riwal Readynez        | + 12"       |
| 4. | Lasse Norman Leth  | Corendon-Circus       | + 12"       |
| 5. | Jasper De Buyst    | Lotto-Soudal          | + 19"       |
| 6. | Mikkel Bjerg       | Hagens Berman Axeon   | + 39"       |
| 7. | Brent Van Moer     | Lotto-Soudal          | + 1' 10"    |
| 8. | Koen Bouwman       | Team Jumbo-Visma      | + 1' 13"    |
| 9. | Christoffer Lisson | BHS-Almeborg Bornholm | + 1' 16"    |
| 10. | Edgar Pinto        | W52-FC Porto          | + 1' 23"    |

| Samlede stilling | Samlede stilling   | Samlede stilling      | Samlede stilling | Samlede stilling |
| Rytter           | Rytter             | Hold                  | Tid              |                  |
| ---------------- | ------------------ | --------------------- | ---------------- | ---------------- |
| 1.               | Niklas Larsen      | ColoQuick             | 16t 52' 33"      |                  |
| 2.               | Jonas Vingegaard   | Team Jumbo-Visma      | + 11"            |                  |
| 3.               | Rasmus Quaade      | Riwal Readynez        | + 12"            |                  |
| 4.               | Lasse Norman Leth  | Corendon-Circus       | + 12"            |                  |
| 5.               | Jasper De Buyst    | Lotto-Soudal          | + 19"            |                  |
| 6.               | Mikkel Bjerg       | Hagens Berman Axeon   | + 39"            |                  |
| 7.               | Brent Van Moer     | Lotto-Soudal          | + 1' 10"         |                  |
| 8.               | Koen Bouwman       | Team Jumbo-Visma      | + 1' 13"         |                  |
| 9.               | Christoffer Lisson | BHS-Almeborg Bornholm | + 1' 16"         |                  |
| 10.              | Edgar Pinto        | W52-FC Porto          | + 1' 23"         |                  |

| Pointkonkurrence | Pointkonkurrence      | Pointkonkurrence         | Pointkonkurrence | Pointkonkurrence |
| Rytter           | Rytter                | Hold                     | Point            |                  |
| ---------------- | --------------------- | ------------------------ | ---------------- | ---------------- |
| 1.               | Jasper De Buyst       | Lotto-Soudal             | 44 point         |                  |
| 2.               | Amaury Capiot         | Sport Vlaanderen-Baloise | 39 point         |                  |
| 3.               | Niklas Larsen         | ColoQuick                | 34 point         |                  |
| 4.               | Jonas Vingegaard      | Team Jumbo-Visma         | 32 point         |                  |
| 5.               | Rasmus Quaade         | Riwal Readynez           | 29 point         |                  |
| 6.               | Mads Würtz Schmidt    | Katusha-Alpecin          | 26 point         |                  |
| 7.               | Lasse Norman Leth     | Corendon-Circus          | 23 point         |                  |
| 8.               | Tim Merlier           | Corendon-Circus          | 20 point         |                  |
| 9.               | Amund Grøndahl Jansen | Team Jumbo-Visma         | 20 point         |                  |
| 10.              | Tiesj Benoot          | Lotto-Soudal             | 19 point         |                  |

| Pointkonkurrence | Pointkonkurrence      | Pointkonkurrence         | Pointkonkurrence | Pointkonkurrence |
| Rytter           | Rytter                | Hold                     | Point            |                  |
| ---------------- | --------------------- | ------------------------ | ---------------- | ---------------- |
| 1.               | Jasper De Buyst       | Lotto-Soudal             | 44 point         |                  |
| 2.               | Amaury Capiot         | Sport Vlaanderen-Baloise | 39 point         |                  |
| 3.               | Niklas Larsen         | ColoQuick                | 34 point         |                  |
| 4.               | Jonas Vingegaard      | Team Jumbo-Visma         | 32 point         |                  |
| 5.               | Rasmus Quaade         | Riwal Readynez           | 29 point         |                  |
| 6.               | Mads Würtz Schmidt    | Katusha-Alpecin          | 26 point         |                  |
| 7.               | Lasse Norman Leth     | Corendon-Circus          | 23 point         |                  |
| 8.               | Tim Merlier           | Corendon-Circus          | 20 point         |                  |
| 9.               | Amund Grøndahl Jansen | Team Jumbo-Visma         | 20 point         |                  |
| 10.              | Tiesj Benoot          | Lotto-Soudal             | 19 point         |                  |

| Bjergkonkurrence | Bjergkonkurrence           | Bjergkonkurrence            | Bjergkonkurrence | Bjergkonkurrence |
| Rytter           | Rytter                     | Hold                        | Point            |                  |
| ---------------- | -------------------------- | --------------------------- | ---------------- | ---------------- |
| 1.               | Fridtjof Røinås            | Joker Fuel of Norway        | 84 point         |                  |
| 2.               | Mads Rahbek                | BHS-Almeborg Bornholm       | 68 point         |                  |
| 3.               | Torstein Træen             | Uno-X Norwegian Development | 56 point         |                  |
| 4.               | Sasha Weemaes              | Sport Vlaanderen-Baloise    | 36 point         |                  |
| 5.               | Mads Würtz Schmidt         | Danmark                     | 24 point         |                  |
| 6.               | Paolo Simion               | Bardiani CSF                | 20 point         |                  |
| 7.               | Martin Salmon              | Team Sunweb                 | 16 point         |                  |
| 8.               | Andreas Vangstad           | Joker Fuel of Norway        | 16 point         |                  |
| 9.               | Umberto Poli               | Team Novo Nordisk           | 16 point         |                  |
| 10.              | Silas Zacharias Clemmensen | Waoo                        | 12 point         |                  |

| Bjergkonkurrence | Bjergkonkurrence           | Bjergkonkurrence            | Bjergkonkurrence | Bjergkonkurrence |
| Rytter           | Rytter                     | Hold                        | Point            |                  |
| ---------------- | -------------------------- | --------------------------- | ---------------- | ---------------- |
| 1.               | Fridtjof Røinås            | Joker Fuel of Norway        | 84 point         |                  |
| 2.               | Mads Rahbek                | BHS-Almeborg Bornholm       | 68 point         |                  |
| 3.               | Torstein Træen             | Uno-X Norwegian Development | 56 point         |                  |
| 4.               | Sasha Weemaes              | Sport Vlaanderen-Baloise    | 36 point         |                  |
| 5.               | Mads Würtz Schmidt         | Danmark                     | 24 point         |                  |
| 6.               | Paolo Simion               | Bardiani CSF                | 20 point         |                  |
| 7.               | Martin Salmon              | Team Sunweb                 | 16 point         |                  |
| 8.               | Andreas Vangstad           | Joker Fuel of Norway        | 16 point         |                  |
| 9.               | Umberto Poli               | Team Novo Nordisk           | 16 point         |                  |
| 10.              | Silas Zacharias Clemmensen | Waoo                        | 12 point         |                  |

| Ungdomskonkurrence | Ungdomskonkurrence | Ungdomskonkurrence       | Ungdomskonkurrence | Ungdomskonkurrence |
| Rytter             | Rytter             | Hold                     | Tid                |                    |
| ------------------ | ------------------ | ------------------------ | ------------------ | ------------------ |
| 1.                 | Niklas Larsen      | ColoQuick                | 16t 52' 33"        |                    |
| 2.                 | Mikkel Bjerg       | Hagens Berman Axeon      | + 39"              |                    |
| 3.                 | Brent Van Moer     | Lotto-Soudal             | + 1' 10"           |                    |
| 4.                 | Ian Garrison       | Hagens Berman Axeon      | + 1' 41"           |                    |
| 5.                 | Florian Stork      | Team Sunweb              | + 1' 57"           |                    |
| 6.                 | Aaron Verwilst     | Sport Vlaanderen-Baloise | + 3' 53"           |                    |
| 7.                 | Pascal Eenkhoorn   | Team Jumbo-Visma         | + 4' 44"           |                    |
| 8.                 | André Carvalho     | Hagens Berman Axeon      | + 6' 20"           |                    |
| 9.                 | Martin Salmon      | Team Sunweb              | + 7' 59"           |                    |
| 10.                | Marten Kooistra    | Team Sunweb              | + 9' 27"           |                    |

| Ungdomskonkurrence | Ungdomskonkurrence | Ungdomskonkurrence       | Ungdomskonkurrence | Ungdomskonkurrence |
| Rytter             | Rytter             | Hold                     | Tid                |                    |
| ------------------ | ------------------ | ------------------------ | ------------------ | ------------------ |
| 1.                 | Niklas Larsen      | ColoQuick                | 16t 52' 33"        |                    |
| 2.                 | Mikkel Bjerg       | Hagens Berman Axeon      | + 39"              |                    |
| 3.                 | Brent Van Moer     | Lotto-Soudal             | + 1' 10"           |                    |
| 4.                 | Ian Garrison       | Hagens Berman Axeon      | + 1' 41"           |                    |
| 5.                 | Florian Stork      | Team Sunweb              | + 1' 57"           |                    |
| 6.                 | Aaron Verwilst     | Sport Vlaanderen-Baloise | + 3' 53"           |                    |
| 7.                 | Pascal Eenkhoorn   | Team Jumbo-Visma         | + 4' 44"           |                    |
| 8.                 | André Carvalho     | Hagens Berman Axeon      | + 6' 20"           |                    |
| 9.                 | Martin Salmon      | Team Sunweb              | + 7' 59"           |                    |
| 10.                | Marten Kooistra    | Team Sunweb              | + 9' 27"           |                    |

### Holdkonkurrencen
| Holdkonkurrence | Holdkonkurrence          | Holdkonkurrence | Holdkonkurrence |
| Hold            | Hold                     | Tid             |                 |
| --------------- | ------------------------ | --------------- | --------------- |
| 1.              | Lotto Soudal             | 50t 41' 04"     |                 |
| 2.              | Team Jumbo-Visma         | + 10"           |                 |
| 3.              | W52-FC Porto             | + 33"           |                 |
| 4.              | BHS-Almeborg Bornholm    | + 50"           |                 |
| 5.              | Team Sunweb              | + 1' 59"        |                 |
| 6.              | Sport Vlaanderen-Baloise | + 4' 20"        |                 |
| 7.              | Hagens Berman Axeon      | + 4' 31"        |                 |
| 8.              | Roompot-Charles          | + 4' 38"        |                 |
| 9.              | Israel Cycling Academy   | + 4' 39"        |                 |
| 10.             | Joker Fuel of Norway     | + 5' 47"        |                 |

## Startliste
| Team Jumbo-Visma TJV | Team Jumbo-Visma TJV                   | Team Jumbo-Visma TJV |
| -------------------- | -------------------------------------- | -------------------- |
| Nr.                  | Rytter                                 | Placering            |
| 1                    | Jonas Vingegaard (DEN)                 | 2.                   |
| 2                    | Koen Bouwman (NED)                     | 8.                   |
| 3                    | Pascal Eenkhoorn (NED)                 | 35.                  |
| 4                    | Amund Grøndahl Jansen (NOR) (landevej) | 25.                  |
| 5                    | Tom Leezer (NED)                       | 68.                  |
| 6                    | Antwan Tolhoek (NED)                   | 42.                  |

| Lotto-Soudal LTS | Lotto-Soudal LTS            | Lotto-Soudal LTS |
| ---------------- | --------------------------- | ---------------- |
| Nr.              | Rytter                      | Placering        |
| 11               | Tiesj Benoot (BEL)          | 12.              |
| 12               | Brent Van Moer (BEL)        | 7.               |
| 13               | Gerben Thijssen (BEL)       | 74.              |
| 14               | Jasper De Buyst (BEL)       | 5.               |
| 15               | Jelle Vanendert (BEL)       | 57.              |
| 16               | Rasmus Byriel Iversen (DEN) | 67.              |

| Team Sunweb SUN | Team Sunweb SUN              | Team Sunweb SUN |
| --------------- | ---------------------------- | --------------- |
| Nr.             | Rytter                       | Placering       |
| 21              | Asbjørn Kragh Andersen (DEN) | 34.             |
| 22              | Martin Salmon (GER)          | 47.             |
| 23              | Joris Nieuwenhuis (NED)      | 21.             |
| 24              | Florian Stork (GER)          | 20.             |
| 25              | Louis Vervaeke (BEL)         | 40.             |
| 26              | Marten Kooistra (NED)        | 52.             |

| Riwal Readynez RIW | Riwal Readynez RIW         | Riwal Readynez RIW |
| ------------------ | -------------------------- | ------------------ |
| Nr.                | Rytter                     | Placering          |
| 31                 | Alexander Kamp (DEN)       | 32.                |
| 32                 | Emil Vinjebo (DEN)         | 45.                |
| 33                 | Jonas Aaen Jørgensen (DEN) | 69.                |
| 34                 | Nicolai Brøchner (DEN)     | 109.               |
| 35                 | Rasmus Quaade (DEN)        | 3.                 |
| 36                 | Torkil Veyhe               | 83.                |

| Corendon-Circus COC | Corendon-Circus COC          | Corendon-Circus COC |
| ------------------- | ---------------------------- | ------------------- |
| Nr.                 | Rytter                       | Placering           |
| 41                  | Lasse Norman Leth (DEN)      | 4.                  |
| 42                  | Tim Merlier (BEL) (landevej) | 54.                 |
| 43                  | David van der Poel (NED)     | 65.                 |
| 44                  | Jonas Rickaert (BEL)         | 91.                 |
| 45                  | Marcel Meisen (GER)          | 97.                 |
| 46                  | Philipp Walsleben (GER)      | 50.                 |

| Vital Concept-B&B Hotels VCB | Vital Concept-B&B Hotels VCB | Vital Concept-B&B Hotels VCB |
| ---------------------------- | ---------------------------- | ---------------------------- |
| Nr.                          | Rytter                       | Placering                    |
| 51                           | Bryan Coquard (FRA)          | 63.                          |
| 52                           | Bert De Backer (BEL)         | 64.                          |
| 53                           | Corentin Ermenault (FRA)     | 101.                         |
| 54                           | Johan Le Bon (FRA)           | 11.                          |
| 55                           | Kévin Réza (FRA)             | 48.                          |
| 56                           | Kris Boeckmans (BEL)         | 77.                          |

| W52-FC Porto W52 | W52-FC Porto W52           | W52-FC Porto W52 |
| ---------------- | -------------------------- | ---------------- |
| Nr.              | Rytter                     | Placering        |
| 61               | António Carvalho (POR)     | DNF-4            |
| 62               | Edgar Pinto (POR)          | 10.              |
| 63               | Gustavo César Veloso (ESP) | 13.              |
| 64               | João Rodrigues (POR)       | 38.              |
| 65               | Ricardo Mestre (POR)       | 84.              |
| 66               | Samuel Caldeira (POR)      | 14.              |

| Hagens Berman Axeon HBA | Hagens Berman Axeon HBA | Hagens Berman Axeon HBA |
| ----------------------- | ----------------------- | ----------------------- |
| Nr.                     | Rytter                  | Placering               |
| 71                      | Mikkel Bjerg (DEN)      | 6.                      |
| 72                      | André Carvalho (POR)    | 43.                     |
| 73                      | Ian Garrison (USA)      | 18.                     |
| 74                      | Jakob Egholm (DEN)      | 86.                     |
| 75                      | Jonathan Brown (USA)    | 81.                     |
| 76                      | Maikel Zijlaard (NED)   | 88.                     |

| Bardiani CSF BRD | Bardiani CSF BRD        | Bardiani CSF BRD |
| ---------------- | ----------------------- | ---------------- |
| Nr.              | Rytter                  | Placering        |
| 81               | Alessandro Pessot (ITA) | 72.              |
| 82               | Marco Maronese (ITA)    | 93.              |
| 83               | Michael Bresciani (ITA) | 76.              |
| 84               | Mirco Maestri (ITA)     | 87.              |
| 85               | Paolo Simion (ITA)      | 80.              |
| 86               | Umberto Orsini (ITA)    | 66.              |

| Sport Vlaanderen-Baloise SVB | Sport Vlaanderen-Baloise SVB | Sport Vlaanderen-Baloise SVB |
| ---------------------------- | ---------------------------- | ---------------------------- |
| Nr.                          | Rytter                       | Placering                    |
| 91                           | Milan Menten (BEL)           | DNS-2                        |
| 92                           | Edward Planckaert (BEL)      | 75.                          |
| 93                           | Amaury Capiot (BEL)          | 17.                          |
| 94                           | Aaron Verwilst (BEL)         | 31.                          |
| 95                           | Thomas Sprengers (BEL)       | 22.                          |
| 96                           | Sasha Weemaes (BEL)          | 106.                         |

| Team Novo Nordisk TNN | Team Novo Nordisk TNN | Team Novo Nordisk TNN |
| --------------------- | --------------------- | --------------------- |
| Nr.                   | Rytter                | Placering             |
| 101                   | Charles Planet (FRA)  | 23.                   |
| 102                   | Andrea Peron (ITA)    | 53.                   |
| 103                   | Declan Irvine (AUS)   | 71.                   |
| 104                   | Joonas Henttala (FIN) | 102.                  |
| 105                   | Péter Kusztor (HUN)   | 55.                   |
| 106                   | Umberto Poli (ITA)    | 103.                  |

| Roompot-Charles ROC | Roompot-Charles ROC       | Roompot-Charles ROC |
| ------------------- | ------------------------- | ------------------- |
| Nr.                 | Rytter                    | Placering           |
| 111                 | Pieter Weening (NED)      | 29.                 |
| 112                 | Elmar Reinders (NED)      | 36.                 |
| 113                 | Sjoerd van Ginneken (NED) | 85.                 |
| 114                 | Huub Duyn (NED)           | 19.                 |
| 115                 | Arjen Livyns (BEL)        | 46.                 |
| 116                 | Justin Timmermans (NED)   | 78.                 |

| Israel Cycling Academy ICA | Israel Cycling Academy ICA | Israel Cycling Academy ICA |
| -------------------------- | -------------------------- | -------------------------- |
| Nr.                        | Rytter                     | Placering                  |
| 121                        | Krists Neilands (LAT)      | 60.                        |
| 122                        | Conor Dunne (IRL)          | 62.                        |
| 123                        | Dennis van Winden (NED)    | 26.                        |
| 124                        | Itamar Einhorn (ISR)       | HD-2                       |
| 125                        | Matthias Brändle (AUT)     | DNF-5                      |
| 126                        | Roy Goldstein (ISR)        | 41.                        |

| Hurom BDC Development THU | Hurom BDC Development THU | Hurom BDC Development THU |
| ------------------------- | ------------------------- | ------------------------- |
| Nr.                       | Rytter                    | Placering                 |
| 131                       | Adrian Kurek (POL)        | DNF-5                     |
| 132                       | Jakub Kaczmarek (POL)     | 100.                      |
| 133                       | Norbert Banaszek (POL)    | 98.                       |
| 134                       | Tobiasz Pawlak (POL)      | DNF-5                     |
| 135                       | Kamil Zieliński (POL)     | DNF-3                     |
| 136                       | Marcin Budziński (POL)    | 59.                       |

| Uno-X Norwegian Development UXT | Uno-X Norwegian Development UXT | Uno-X Norwegian Development UXT |
| ------------------------------- | ------------------------------- | ------------------------------- |
| Nr.                             | Rytter                          | Placering                       |
| 141                             | Kristoffer Skjerping (NOR)      | 70.                             |
| 142                             | Jonas Abrahamsen (NOR)          | 39.                             |
| 143                             | Markus Hoelgaard (NOR)          | 15.                             |
| 144                             | Erik Nordsæter Resell (NOR)     | 44.                             |
| 145                             | Torstein Træen (NOR)            | 90.                             |
| 146                             | Anders Skaarseth (NOR)          | DNF-4                           |

| Joker Fuel of Norway JFN | Joker Fuel of Norway JFN | Joker Fuel of Norway JFN |
| ------------------------ | ------------------------ | ------------------------ |
| Nr.                      | Rytter                   | Placering                |
| 151                      | Bjørn Tore Hoem (NOR)    | 24.                      |
| 152                      | Andreas Vangstad (NOR)   | 89.                      |
| 153                      | Fridtjof Røinås (NOR)    | 95.                      |
| 154                      | Øivind Lukkedal (NOR)    | 27.                      |
| 155                      | Herman Dahl (NOR)        | 73.                      |
| 156                      | Ole Forfang (NOR)        | 58.                      |

| Waoo WAO | Waoo WAO                         | Waoo WAO  |
| -------- | -------------------------------- | --------- |
| Nr.      | Rytter                           | Placering |
| 161      | Rasmus Guldhammer (DEN)          | 37.       |
| 162      | Michael Carbel (DEN)             | 56.       |
| 163      | Silas Zacharias Clemmensen       | 49.       |
| 164      | Andreas Hyldgaard Jeppesen (DEN) | DNF-4     |
| 165      | Martin Mortensen (DEN)           | 82.       |
| 166      | Jesper Schultz (DEN)             | 28.       |

| BHS-Almeborg Bornholm ABB | BHS-Almeborg Bornholm ABB   | BHS-Almeborg Bornholm ABB |
| ------------------------- | --------------------------- | ------------------------- |
| Nr.                       | Rytter                      | Placering                 |
| 171                       | Christoffer Lisson (DEN)    | 9.                        |
| 172                       | Emil Toudal (DEN)           | 94.                       |
| 173                       | Mads Rahbek (DEN)           | 30.                       |
| 174                       | Martin Toft Madsen (DEN)    | DNF-5                     |
| 175                       | Mathias Bregnhøj (DEN)      | 16.                       |
| 176                       | Nicklas Amdi Pedersen (DEN) | 79.                       |

| ColoQuick TCQ | ColoQuick TCQ                | ColoQuick TCQ |
| ------------- | ---------------------------- | ------------- |
| Nr.           | Rytter                       | Placering     |
| 181           | Niklas Larsen (DEN)          | 1.            |
| 182           | Aksel Bech Skot-Hansen (DEN) | 105.          |
| 183           | Frederik Rodenberg (DEN)     | 108.          |
| 184           | Jeppe Aaskov Pallesen (DEN)  | 61.           |
| 185           | Julius Johansen (DEN)        | 104.          |
| 186           | Steffen Christiansen (DEN)   | 99.           |

| Danmark DEN | Danmark DEN                | Danmark DEN |
| ----------- | -------------------------- | ----------- |
| Nr.         | Rytter                     | Placering   |
| 191         | Mads Würtz Schmidt         | 33.         |
| 192         | Frederik Irgens Jensen     | 96.         |
| 193         | Frederik Muff              | 107.        |
| 194         | Louis Bendixen             | 51.         |
| 195         | Matias Malmberg            | DNF-4       |
| 196         | Mads Østergaard Kristensen | 92.         |

| Team Jumbo-Visma TJV | Team Jumbo-Visma TJV                   | Team Jumbo-Visma TJV |
| -------------------- | -------------------------------------- | -------------------- |
| Nr.                  | Rytter                                 | Placering            |
| 1                    | Jonas Vingegaard (DEN)                 | 2.                   |
| 2                    | Koen Bouwman (NED)                     | 8.                   |
| 3                    | Pascal Eenkhoorn (NED)                 | 35.                  |
| 4                    | Amund Grøndahl Jansen (NOR) (landevej) | 25.                  |
| 5                    | Tom Leezer (NED)                       | 68.                  |
| 6                    | Antwan Tolhoek (NED)                   | 42.                  |

| Lotto-Soudal LTS | Lotto-Soudal LTS            | Lotto-Soudal LTS |
| ---------------- | --------------------------- | ---------------- |
| Nr.              | Rytter                      | Placering        |
| 11               | Tiesj Benoot (BEL)          | 12.              |
| 12               | Brent Van Moer (BEL)        | 7.               |
| 13               | Gerben Thijssen (BEL)       | 74.              |
| 14               | Jasper De Buyst (BEL)       | 5.               |
| 15               | Jelle Vanendert (BEL)       | 57.              |
| 16               | Rasmus Byriel Iversen (DEN) | 67.              |

| Team Sunweb SUN | Team Sunweb SUN              | Team Sunweb SUN |
| --------------- | ---------------------------- | --------------- |
| Nr.             | Rytter                       | Placering       |
| 21              | Asbjørn Kragh Andersen (DEN) | 34.             |
| 22              | Martin Salmon (GER)          | 47.             |
| 23              | Joris Nieuwenhuis (NED)      | 21.             |
| 24              | Florian Stork (GER)          | 20.             |
| 25              | Louis Vervaeke (BEL)         | 40.             |
| 26              | Marten Kooistra (NED)        | 52.             |

| Riwal Readynez RIW | Riwal Readynez RIW         | Riwal Readynez RIW |
| ------------------ | -------------------------- | ------------------ |
| Nr.                | Rytter                     | Placering          |
| 31                 | Alexander Kamp (DEN)       | 32.                |
| 32                 | Emil Vinjebo (DEN)         | 45.                |
| 33                 | Jonas Aaen Jørgensen (DEN) | 69.                |
| 34                 | Nicolai Brøchner (DEN)     | 109.               |
| 35                 | Rasmus Quaade (DEN)        | 3.                 |
| 36                 | Torkil Veyhe               | 83.                |

| Corendon-Circus COC | Corendon-Circus COC          | Corendon-Circus COC |
| ------------------- | ---------------------------- | ------------------- |
| Nr.                 | Rytter                       | Placering           |
| 41                  | Lasse Norman Leth (DEN)      | 4.                  |
| 42                  | Tim Merlier (BEL) (landevej) | 54.                 |
| 43                  | David van der Poel (NED)     | 65.                 |
| 44                  | Jonas Rickaert (BEL)         | 91.                 |
| 45                  | Marcel Meisen (GER)          | 97.                 |
| 46                  | Philipp Walsleben (GER)      | 50.                 |

| Vital Concept-B&B Hotels VCB | Vital Concept-B&B Hotels VCB | Vital Concept-B&B Hotels VCB |
| ---------------------------- | ---------------------------- | ---------------------------- |
| Nr.                          | Rytter                       | Placering                    |
| 51                           | Bryan Coquard (FRA)          | 63.                          |
| 52                           | Bert De Backer (BEL)         | 64.                          |
| 53                           | Corentin Ermenault (FRA)     | 101.                         |
| 54                           | Johan Le Bon (FRA)           | 11.                          |
| 55                           | Kévin Réza (FRA)             | 48.                          |
| 56                           | Kris Boeckmans (BEL)         | 77.                          |

| W52-FC Porto W52 | W52-FC Porto W52           | W52-FC Porto W52 |
| ---------------- | -------------------------- | ---------------- |
| Nr.              | Rytter                     | Placering        |
| 61               | António Carvalho (POR)     | DNF-4            |
| 62               | Edgar Pinto (POR)          | 10.              |
| 63               | Gustavo César Veloso (ESP) | 13.              |
| 64               | João Rodrigues (POR)       | 38.              |
| 65               | Ricardo Mestre (POR)       | 84.              |
| 66               | Samuel Caldeira (POR)      | 14.              |

| Hagens Berman Axeon HBA | Hagens Berman Axeon HBA | Hagens Berman Axeon HBA |
| ----------------------- | ----------------------- | ----------------------- |
| Nr.                     | Rytter                  | Placering               |
| 71                      | Mikkel Bjerg (DEN)      | 6.                      |
| 72                      | André Carvalho (POR)    | 43.                     |
| 73                      | Ian Garrison (USA)      | 18.                     |
| 74                      | Jakob Egholm (DEN)      | 86.                     |
| 75                      | Jonathan Brown (USA)    | 81.                     |
| 76                      | Maikel Zijlaard (NED)   | 88.                     |

| Bardiani CSF BRD | Bardiani CSF BRD        | Bardiani CSF BRD |
| ---------------- | ----------------------- | ---------------- |
| Nr.              | Rytter                  | Placering        |
| 81               | Alessandro Pessot (ITA) | 72.              |
| 82               | Marco Maronese (ITA)    | 93.              |
| 83               | Michael Bresciani (ITA) | 76.              |
| 84               | Mirco Maestri (ITA)     | 87.              |
| 85               | Paolo Simion (ITA)      | 80.              |
| 86               | Umberto Orsini (ITA)    | 66.              |

| Sport Vlaanderen-Baloise SVB | Sport Vlaanderen-Baloise SVB | Sport Vlaanderen-Baloise SVB |
| ---------------------------- | ---------------------------- | ---------------------------- |
| Nr.                          | Rytter                       | Placering                    |
| 91                           | Milan Menten (BEL)           | DNS-2                        |
| 92                           | Edward Planckaert (BEL)      | 75.                          |
| 93                           | Amaury Capiot (BEL)          | 17.                          |
| 94                           | Aaron Verwilst (BEL)         | 31.                          |
| 95                           | Thomas Sprengers (BEL)       | 22.                          |
| 96                           | Sasha Weemaes (BEL)          | 106.                         |

| Team Novo Nordisk TNN | Team Novo Nordisk TNN | Team Novo Nordisk TNN |
| --------------------- | --------------------- | --------------------- |
| Nr.                   | Rytter                | Placering             |
| 101                   | Charles Planet (FRA)  | 23.                   |
| 102                   | Andrea Peron (ITA)    | 53.                   |
| 103                   | Declan Irvine (AUS)   | 71.                   |
| 104                   | Joonas Henttala (FIN) | 102.                  |
| 105                   | Péter Kusztor (HUN)   | 55.                   |
| 106                   | Umberto Poli (ITA)    | 103.                  |

| Roompot-Charles ROC | Roompot-Charles ROC       | Roompot-Charles ROC |
| ------------------- | ------------------------- | ------------------- |
| Nr.                 | Rytter                    | Placering           |
| 111                 | Pieter Weening (NED)      | 29.                 |
| 112                 | Elmar Reinders (NED)      | 36.                 |
| 113                 | Sjoerd van Ginneken (NED) | 85.                 |
| 114                 | Huub Duyn (NED)           | 19.                 |
| 115                 | Arjen Livyns (BEL)        | 46.                 |
| 116                 | Justin Timmermans (NED)   | 78.                 |

| Israel Cycling Academy ICA | Israel Cycling Academy ICA | Israel Cycling Academy ICA |
| -------------------------- | -------------------------- | -------------------------- |
| Nr.                        | Rytter                     | Placering                  |
| 121                        | Krists Neilands (LAT)      | 60.                        |
| 122                        | Conor Dunne (IRL)          | 62.                        |
| 123                        | Dennis van Winden (NED)    | 26.                        |
| 124                        | Itamar Einhorn (ISR)       | HD-2                       |
| 125                        | Matthias Brändle (AUT)     | DNF-5                      |
| 126                        | Roy Goldstein (ISR)        | 41.                        |

| Hurom BDC Development THU | Hurom BDC Development THU | Hurom BDC Development THU |
| ------------------------- | ------------------------- | ------------------------- |
| Nr.                       | Rytter                    | Placering                 |
| 131                       | Adrian Kurek (POL)        | DNF-5                     |
| 132                       | Jakub Kaczmarek (POL)     | 100.                      |
| 133                       | Norbert Banaszek (POL)    | 98.                       |
| 134                       | Tobiasz Pawlak (POL)      | DNF-5                     |
| 135                       | Kamil Zieliński (POL)     | DNF-3                     |
| 136                       | Marcin Budziński (POL)    | 59.                       |

| Uno-X Norwegian Development UXT | Uno-X Norwegian Development UXT | Uno-X Norwegian Development UXT |
| ------------------------------- | ------------------------------- | ------------------------------- |
| Nr.                             | Rytter                          | Placering                       |
| 141                             | Kristoffer Skjerping (NOR)      | 70.                             |
| 142                             | Jonas Abrahamsen (NOR)          | 39.                             |
| 143                             | Markus Hoelgaard (NOR)          | 15.                             |
| 144                             | Erik Nordsæter Resell (NOR)     | 44.                             |
| 145                             | Torstein Træen (NOR)            | 90.                             |
| 146                             | Anders Skaarseth (NOR)          | DNF-4                           |

| Joker Fuel of Norway JFN | Joker Fuel of Norway JFN | Joker Fuel of Norway JFN |
| ------------------------ | ------------------------ | ------------------------ |
| Nr.                      | Rytter                   | Placering                |
| 151                      | Bjørn Tore Hoem (NOR)    | 24.                      |
| 152                      | Andreas Vangstad (NOR)   | 89.                      |
| 153                      | Fridtjof Røinås (NOR)    | 95.                      |
| 154                      | Øivind Lukkedal (NOR)    | 27.                      |
| 155                      | Herman Dahl (NOR)        | 73.                      |
| 156                      | Ole Forfang (NOR)        | 58.                      |

| Waoo WAO | Waoo WAO                         | Waoo WAO  |
| -------- | -------------------------------- | --------- |
| Nr.      | Rytter                           | Placering |
| 161      | Rasmus Guldhammer (DEN)          | 37.       |
| 162      | Michael Carbel (DEN)             | 56.       |
| 163      | Silas Zacharias Clemmensen       | 49.       |
| 164      | Andreas Hyldgaard Jeppesen (DEN) | DNF-4     |
| 165      | Martin Mortensen (DEN)           | 82.       |
| 166      | Jesper Schultz (DEN)             | 28.       |

| BHS-Almeborg Bornholm ABB | BHS-Almeborg Bornholm ABB   | BHS-Almeborg Bornholm ABB |
| ------------------------- | --------------------------- | ------------------------- |
| Nr.                       | Rytter                      | Placering                 |
| 171                       | Christoffer Lisson (DEN)    | 9.                        |
| 172                       | Emil Toudal (DEN)           | 94.                       |
| 173                       | Mads Rahbek (DEN)           | 30.                       |
| 174                       | Martin Toft Madsen (DEN)    | DNF-5                     |
| 175                       | Mathias Bregnhøj (DEN)      | 16.                       |
| 176                       | Nicklas Amdi Pedersen (DEN) | 79.                       |

| ColoQuick TCQ | ColoQuick TCQ                | ColoQuick TCQ |
| ------------- | ---------------------------- | ------------- |
| Nr.           | Rytter                       | Placering     |
| 181           | Niklas Larsen (DEN)          | 1.            |
| 182           | Aksel Bech Skot-Hansen (DEN) | 105.          |
| 183           | Frederik Rodenberg (DEN)     | 108.          |
| 184           | Jeppe Aaskov Pallesen (DEN)  | 61.           |
| 185           | Julius Johansen (DEN)        | 104.          |
| 186           | Steffen Christiansen (DEN)   | 99.           |

| Danmark DEN | Danmark DEN                | Danmark DEN |
| ----------- | -------------------------- | ----------- |
| Nr.         | Rytter                     | Placering   |
| 191         | Mads Würtz Schmidt         | 33.         |
| 192         | Frederik Irgens Jensen     | 96.         |
| 193         | Frederik Muff              | 107.        |
| 194         | Louis Bendixen             | 51.         |
| 195         | Matias Malmberg            | DNF-4       |
| 196         | Mads Østergaard Kristensen | 92.         |